# Савчик, Яков

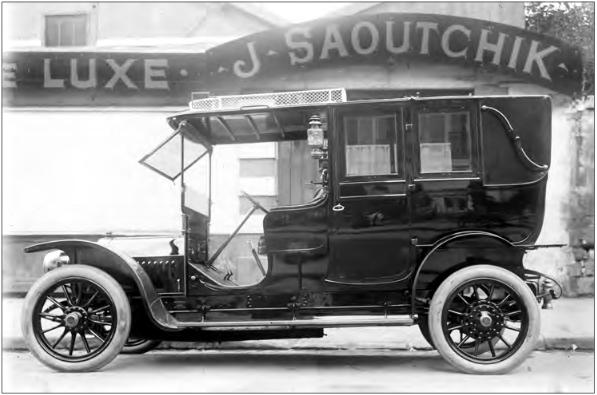
Ателье Савчика в 1907 году — первое известное фото

Яков (Жак) Савчик (фр. Jaques Saoutchik, настоящее имя Яков Савчук; 1880, Российская империя, Койданово (ныне г. Дзержинск, Беларусь) — 1955, Франция) — французский дизайнер, основатель и владелец известного в первой половине XX века ателье Saoutchik по производству кузовов для легковых автомобилей.
Яков Савчук эмигрировал с семьей во Францию около 1899 года. Во Франции Яков немного изменил фамилию, чтобы она была благозвучнее для французского уха. Краснодеревщик по профессии, он занялся новым и перспективным в то время делом — постройкой на заказ кузовов для легковых автомобилей. В начале века автомобильные фирмы поставляли только шасси с агрегатами, а кузов покупатель заказывал на свой вкус одному из многочисленных мастеров-кузовщиков. Несмотря на распространение конвейерного производства, эта услуга оставалась востребованной и позже. В 1905 или 1906 году Савчик открыл собственную мастерскую в пригороде Парижа Нёйи-сюр-Сен. Изделия Савчика отличались высочайшим качеством и особым стилем, благодаря чему ателье приобрело популярность среди состоятельных покупателей и в 1920-х годах стало одним из ведущих в кузовном бизнесе. Американский дизайнер Говард «Голландец» Даррин, совладелец французской кузовной фирмы Hibbard & Darrin, говорил о Савчике: «Он был одним из немногих французских кузовщиков, которые нисколько не копировали нас… Он определённо был человеком со своими собственными идеями». Автомобили Савчика занимают заметное место среди произведений прикладного искусства эпохи ар деко.
Кузова Савчика ставились на шасси дорогих и престижных марок — «Изотта-Фраскини», «Испано-Сюиза», «Делайе», «Дюзенберг» и других. Кузова для марки «Буччиали» строил исключительно Савчик. После Второй мировой войны спрос на заказные кузова почти сошел на нет. В 1952 году Яков Савчик отошел от дел, полностью передав своё предприятие сыну Пьеру; вскоре ателье закрылось. Среди последних исполненных заказов были машины для королевской семьи Саудовской Аравии.
В настоящее время автомобили с кузовами работы ателье Савчика являются предметом коллекционирования. В 2012 году Mercedes-Benz 680 S 1928 года с кузовом Saoutchik выиграл американский «Конкурс элегантности в Пеббл-Бич». В августе 2013 года этот автомобиль был продан с аукциона за 8,25 миллиона долларов.

## Работы ателье Савчика

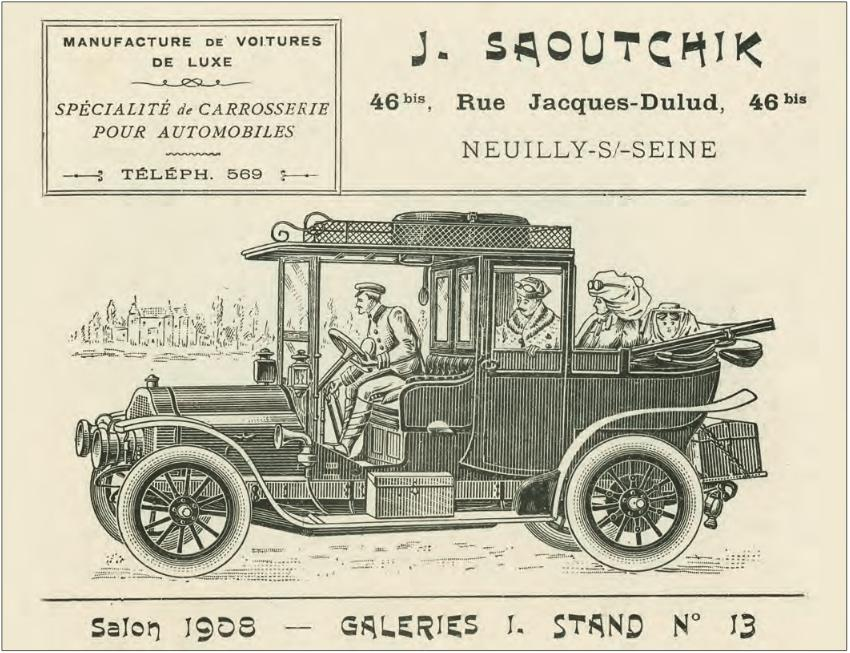
Ландо на шасси «Лорен-Дитрих», 1908 г.
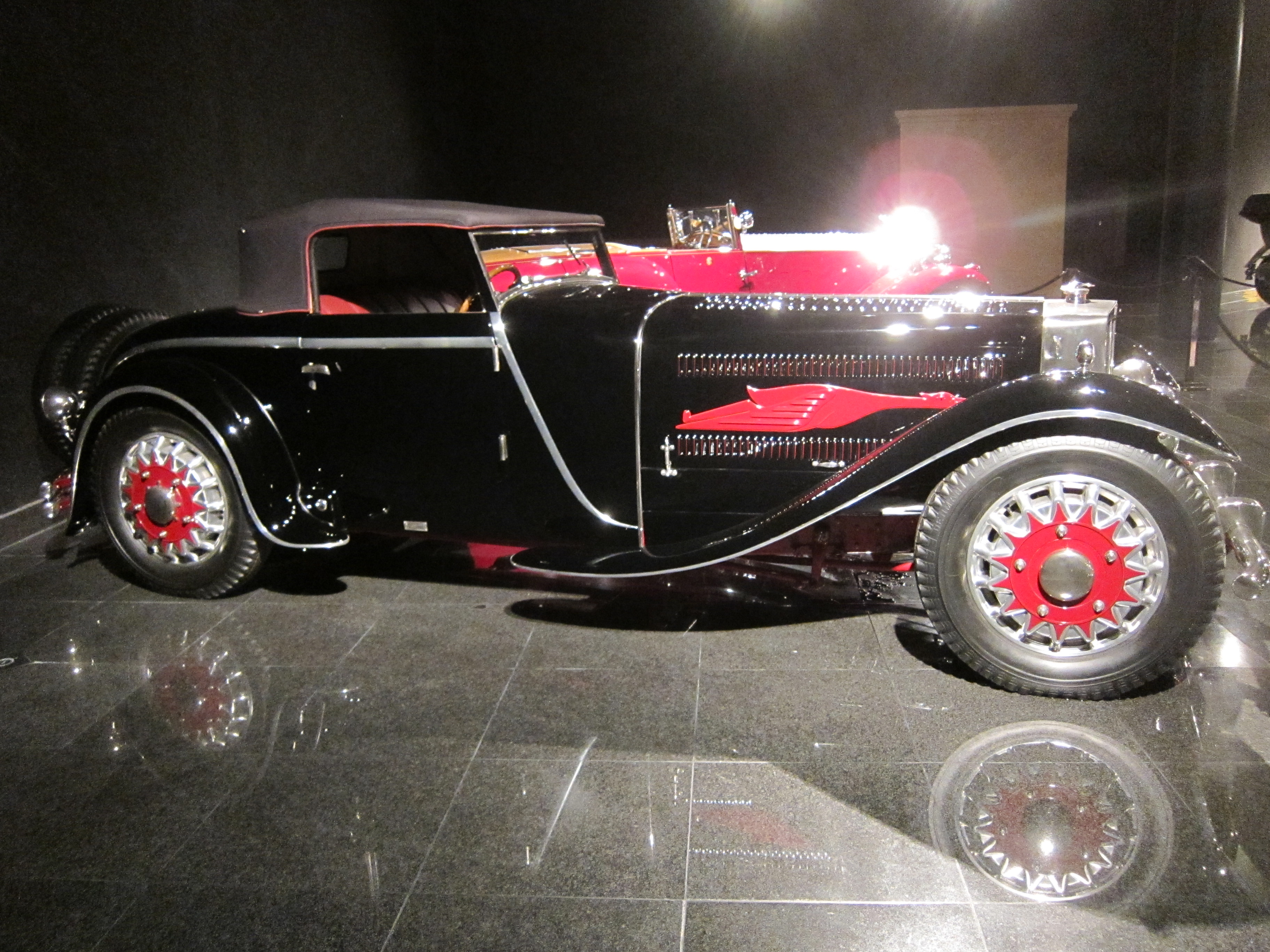
«Буччиали» TAV-8, 1930 г.
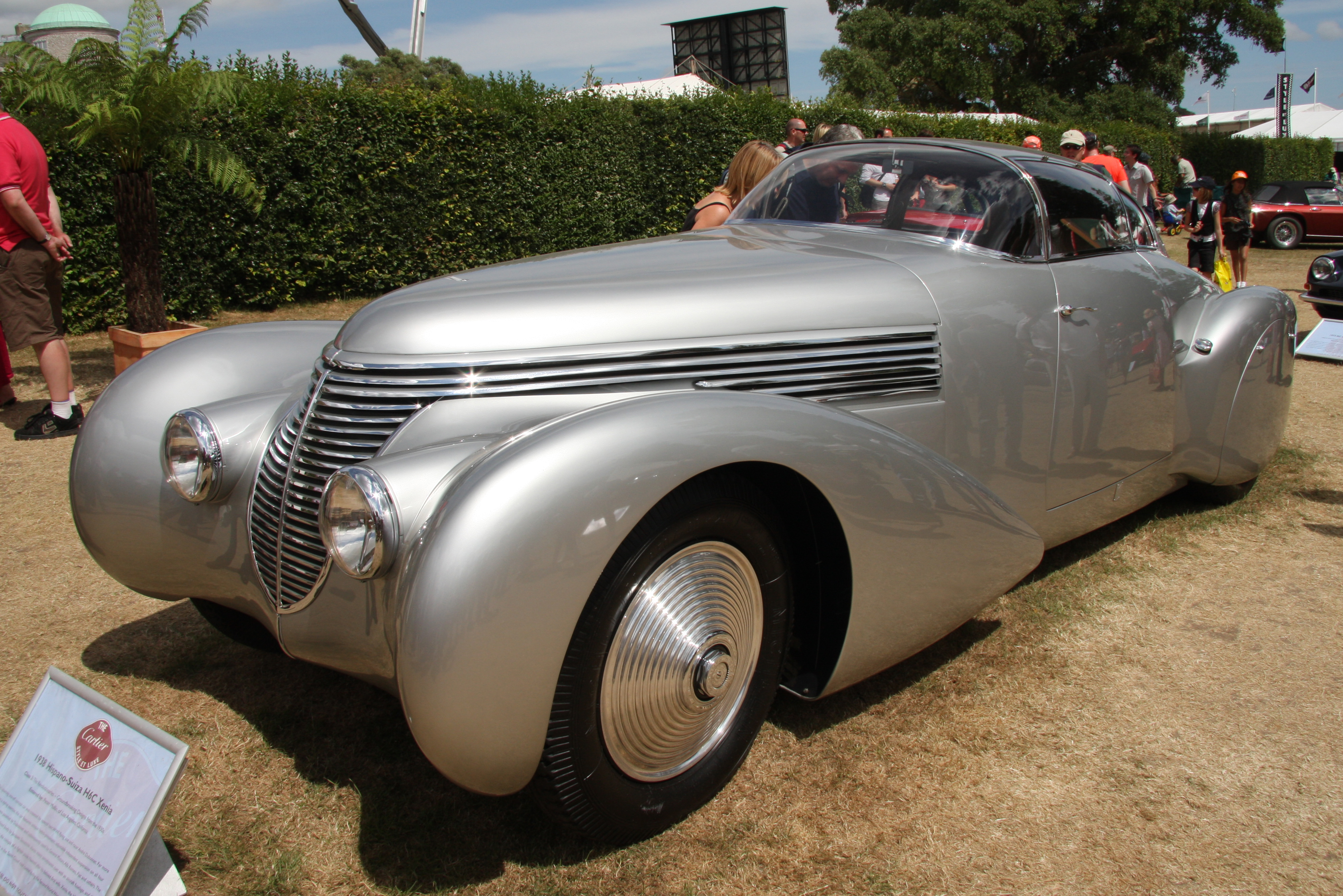
«Испано-Сюиза» H6C Xenia. Кузов в авиационном стиле создан по заказу известного лётчика и автогонщика Андре Дюбонне. 1938 г.
Генерал Кёниг в представительском «Рено-супрастелла» с кузовом Saoutchik постройки 1939 г. Двери не откидываются на петлях, а выдвигаются на рычагах (патент Савчика).
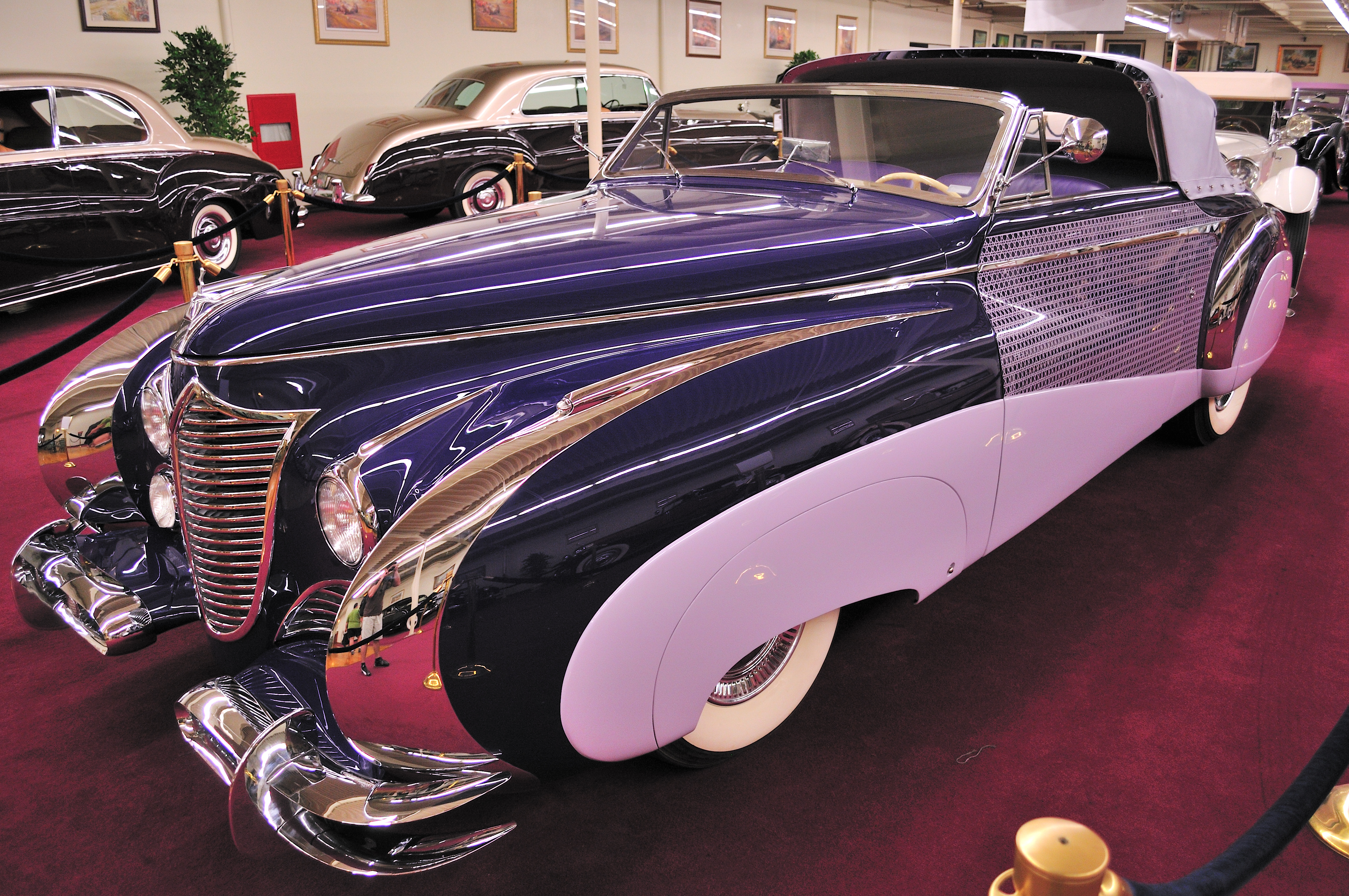
«Кадиллак» Series 62, 1948 г. Одна из двух «одетых» Савчиком машин принадлежала кинозвезде Долорес дель Рио. Автомобиль, изображенный на снимке, продан в 2010 г. за 590 тыс. долларов.
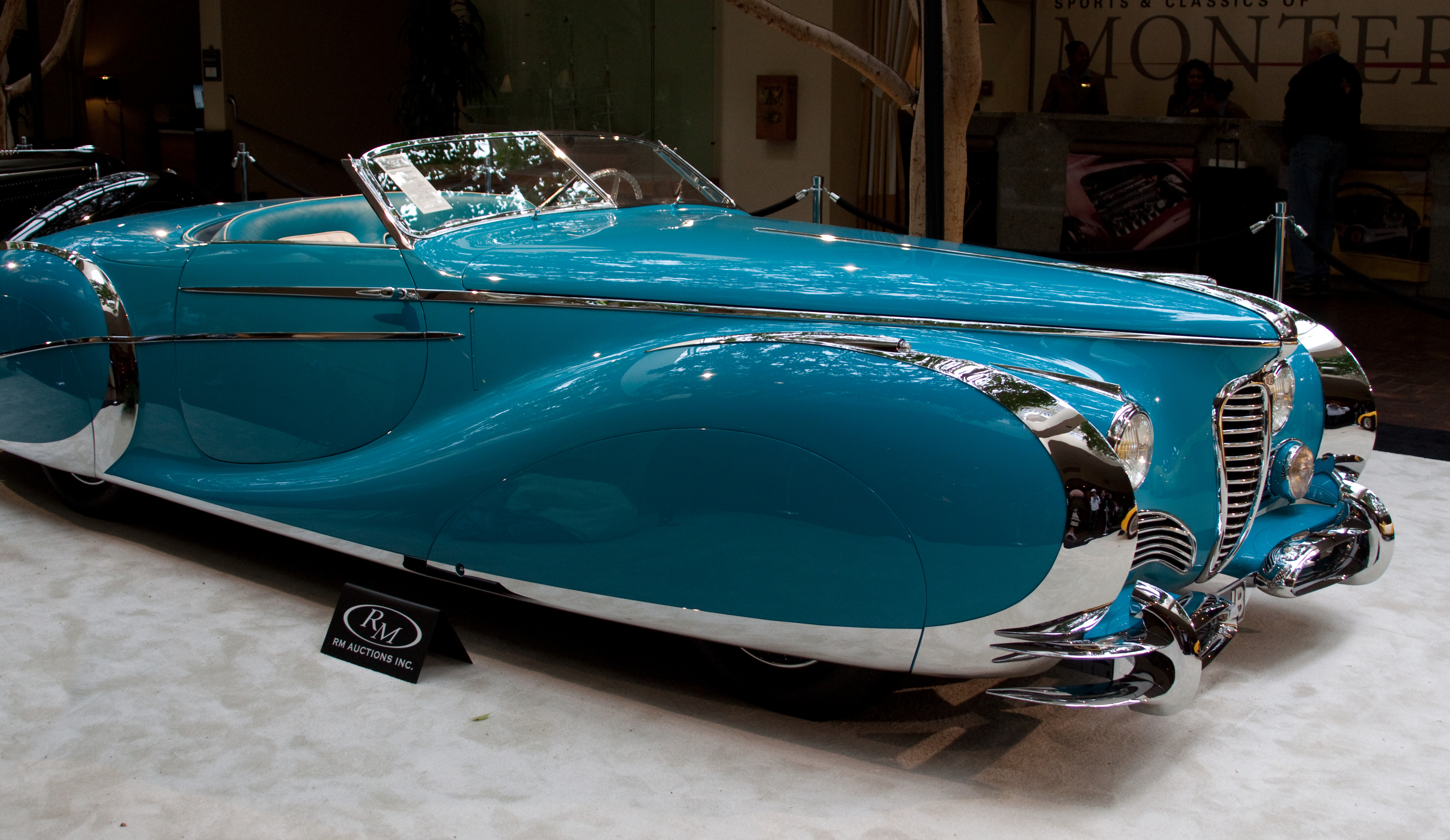
Родстер «Делайе 175S», 1949 г. Машина принадлежала британской кинозвезде Диане Дорс. В 2010 году продана за 3 млн долл.
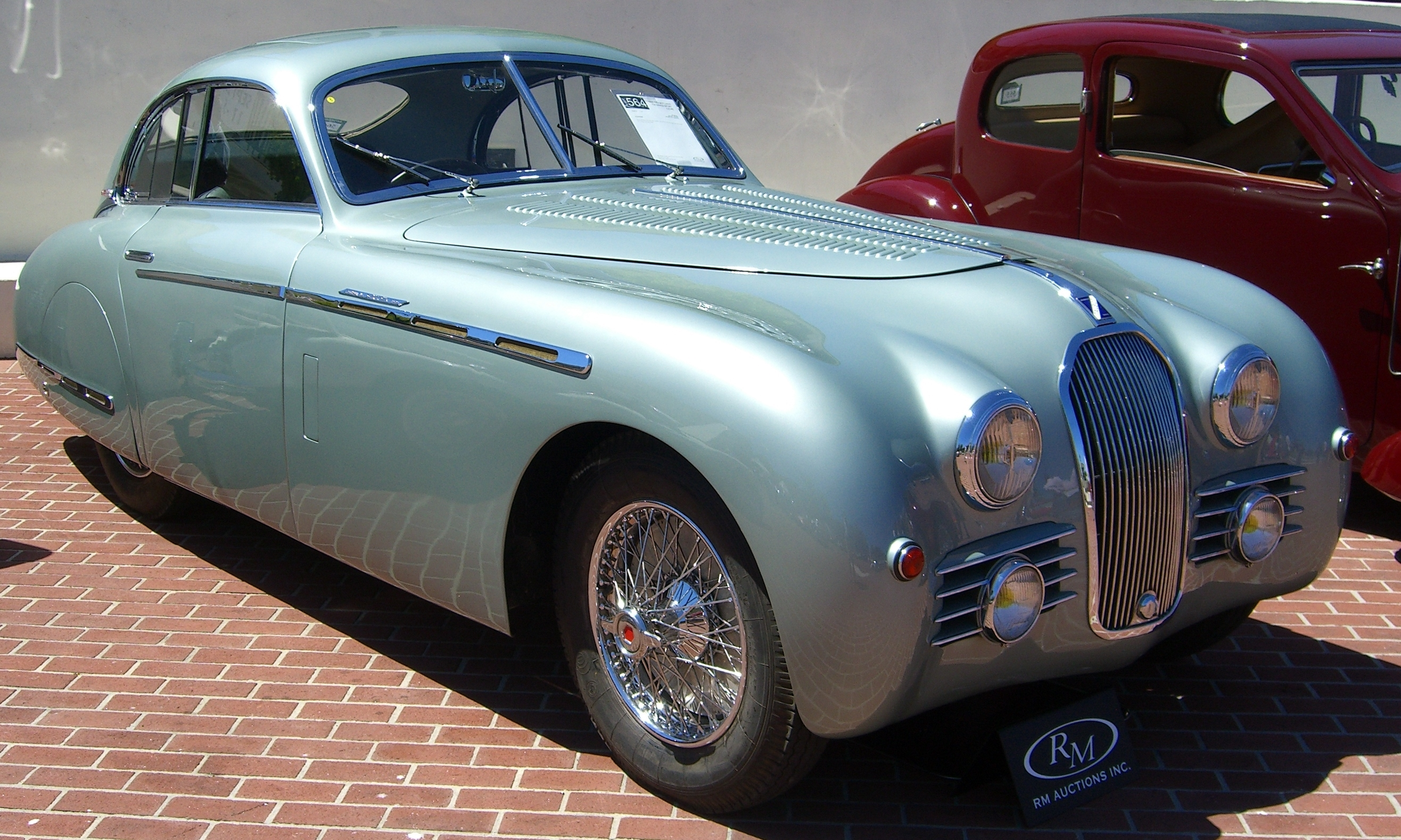
«Тальбо-Лаго» T26, 1950 г. В 2006 г. машина продана за 310 тыс. долларов.
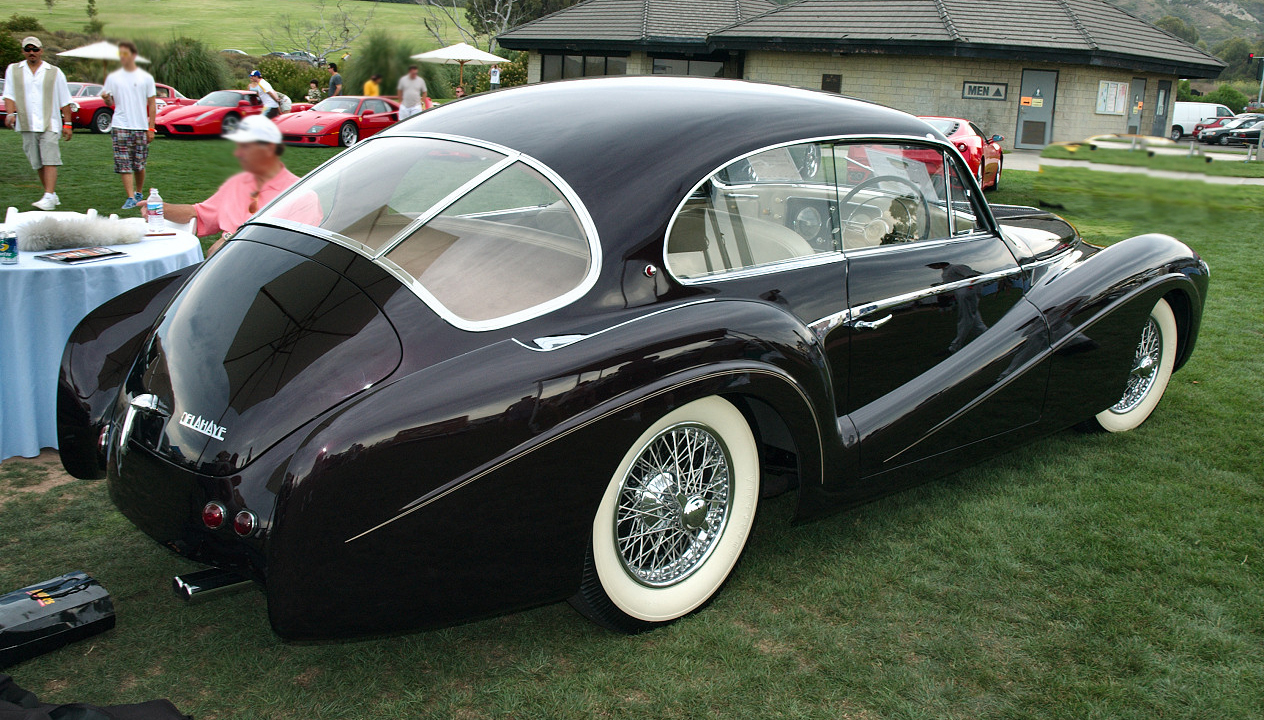
Купе «Делайе 235М», 1953 г.